# Jessica Smith (Leichtathletin)
Jessica Smith (* 11. Oktober 1989 in Vancouver) ist eine ehemalige kanadische Leichtathletin, die sich auf den 800-Meter-Lauf spezialisiert hat.

## Sportliche Laufbahn
Erste internationale Erfahrungen sammelte Jessica Smith, die ein Studium an der Simon Fraser University in den Vereinigten Staaten absolvierte, bei den Panamerikanischen Juniorenmeisterschaften 2007 in São Paulo in 2:07,27 min die Silbermedaille über 800 Meter gewann. Im Jahr darauf schied sie bei den Juniorenweltmeisterschaften in Bydgoszcz mit 2:11,26 min in der ersten Runde und 2010 siegte sie in 2:04,96 min bei den U23-NACAC-Meisterschaften in Miramar. Zudem gewann sie dort mit der kanadischen 4-mal-400-Meter-Staffel in 3:40,09 min die Bronzemedaille hinter den Teams aus den Vereinigten Staaten und Jamaika. 2012 nahm sie über 800 Meter an den Olympischen Sommerspielen in London teil und schied dort mit 2:01,90 min im Halbfinale ausschied. Im Jahr darauf belegte sie bei der Sommer-Universiade in Kasan in 2:00,43 min den sechsten Platz und anschließend gelangte sie bei den Spielen der Frankophonie in Kasan mit 2:09,31 min auf den achten Platz. 2014 schied sie bei den Commonwealth Games in Glasgow mit 2:04,42 min im Halbfinale über 800 Meter aus und im Jahr darauf belegte sie bei den Panamerikanischen Spielen in Toronto in 2:03,02 min den fünften Platz. 2017 kam sie bei den Spielen der Frankophonie in Abidjan mit 2:12,14 min nicht über den Vorlauf hinaus und 2019 beendete sie ihre aktive sportliche Karriere im Alter von 30 Jahren.

## Persönliche Bestleistungen
- 800 Meter: 1:59,86 min, 10. Juni 2012 in Burnaby
  - 800 Meter (Halle): 2:04,95 min, 4. Februar 2016 in Portland
- 1500 Meter: 4:15,96 min, 118. April 2014 in Walnut